# برج رنسانس (دالاس)

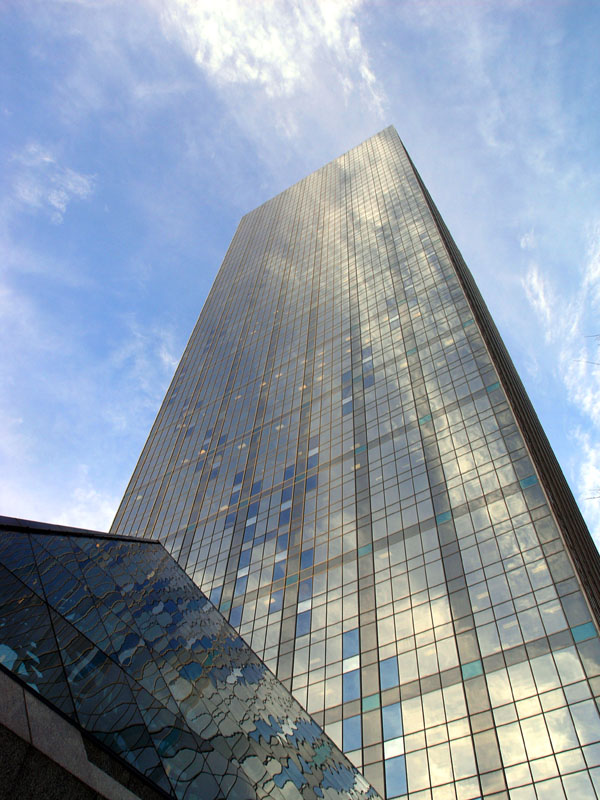

برج رنسانس  (به انگلیسی: Renaissance Tower) نام یک برج مرتفع در دالاس در تگزاس است.
این برج در ۱۹۷۴ ساخته گردید، و ۲۷۰ متر ارتفاع دارد، که در سال ۲۰۰۹ پنجمین برج بلند تگزاس بود.
معماران این برج پست‌مدرنیستی، شرکت هلموث، اوباتا و کاساباوم هستند.